# 广佛江珠城际铁路
广佛江珠城际铁路是中华人民共和国广东省一条规划中的城际铁路，连接广州、佛山、江门、珠海四座珠三角城市。

## 线路走向
根据最初规划，线路起自广州的芳村站（即石围塘站），经三眼桥、东平新城、顺德龙江、鹤山东、江门南（即江门站）、新会、斗门，止于珠海机场站。

## 前期规划
2003年，广东省完成编制《珠江三角洲经济区城际快速轨道交通线网规划》，当中包含广州—佛山—江门—珠海的规划线路。2005年3月，线网规划获国务院审议通过。
2009年获批的《珠江三角洲地区城际轨道交通规划》中，广州—佛山—江门—珠海城际为规划环珠江口大环线的其中一部份，规划中期（2020年）建成。江门方面提出希望提前建设广佛江珠城际工程，争取2015年建成。

## 初次推进
2015年5月，广佛江珠城际完成预可行性研究报告。同年7月，广东省发改委批复项目建议书。
2016年8月，广佛江珠城际开始首次环评公示。但佛山南海段沿佛山一环高速公路的走线，遭沿线十余个楼盘居民联名反对。当局称具体线位和设站仍未确定，并将持续与公众沟通。在考虑民众意见后，初步计划将该段走线由高架转为地下。
2016年11月，当局完成广佛江珠城际的可研报告，并在12月成立广佛江珠城际项目筹备组。2017年4月，广东铁投集团与中国金茂控股集团签署合作意向书，后者将以不低于20%资本金的额度，参与广佛江珠城际的投资建设开发工作。同年7月，由于珠海段线位已稳定并计划先期开工，当局对珠海段开始重新环评。

## 标准更改
2017年12月，广东省政府常务会议审议通过《珠三角城际铁路规划项目实施调整方案》，决定结合珠江西岸高铁建设发展需要，进一步深化研究广佛江珠城际的功能定位、技术标准和出资模式，故线路暂缓实施。
2020年，广佛江珠城际列入国家发改委批复的《粤港澳大湾区（城际）铁路建设规划》，当中除江门至斗门段获纳入近期建设的珠肇高铁外，其余区段为远期城际铁路。

### 江门至珠海段
2018年，广东省计划将江门至珠海段按照高铁标准建设。
2021年，珠肇高铁珠海至江门段完成可行性研究及环评。该段连接江门站南侧的官田线路所及珠海中心站（鹤洲站），中途不设站。环评文件同时注明该段属广佛江珠城际铁路的组成部分。
2022年5月25日，全长0.884公里珠海至江门段先行段开始主体施工。8月4日，广东省交通运输厅批复珠海至江门段初步设计。2024年，线路已全线开工。

### 其余区段
截至目前，本线其余区段仍处于前期规划状态。
- 广州、佛山：2022年，当局规划佛穗莞城际（即广州地铁28号线）时，提出在乐从站与本线贯通，使得乐从以北段稳定前，本线可通过佛穗莞城际进入广州[23]。同年，东平至江门段完成预可行性研究审查[24]。
- 江门：江门境内的线位相对稳定，但江门当局为最大化经济效益，仍期望推动全线一同动工建设[25]。此外，江门方面还正规划建设连接银湖湾滨海新城的江门支线[26]。
- 珠海：广东省发改委已同意珠海市启动珠海境内剩余的鹤洲至珠海机场段前期研究工作[27]。